# Antonio Bassolino
Antonio Bassolino (né à Afragola, le 20 mars 1947) est un homme politique italien, l'actuel président de la région Campanie (membre du Parti démocrate et avant cela des Démocrates de gauche et de l'Olivier).

## Biographie
Ancien membre du Parti communiste italien (à 17 ans), Antonio Bassolino est élu conseiller régional pour ce parti en 1970. De 1971 à 1975, il est le secrétaire de la fédération d'Avellino, et ensuite fait partie du secrétariat régional (à Naples) jusqu'en 1983. Dès 1972, il entre dans le comité central du PCI. En 1980, il est nommé responsable de la commission pour le Mezzogiorno et par la suite dans celle du Travail.
En 1987, il est élu à la Chambre des députés pour le collège de Catanzaro. Au congrès de Rimini, il joue un rôle déterminant entre les partisans et les adversaires de la transition entre le PCI et les Démocrates de gauche (alors PDS). Il est réélu député en 1992.
En 1993, le Parti l'envoie à Naples pour reprendre en mains la fédération chamboulée par les scandales liés à Mani pulite. Candidat à la mairie de Naples, il bat au deuxième tour Alessandra Mussolini.
Ses années de maire sont marquées par un succès reconnu par les électeurs. Sa majorité est la première à terminer un mandat complet dans l'histoire récente de Naples et en 1997, il est réélu avec 72,9 % des voix, dès le premier tour.
En octobre 1998, il devient ministre du Travail, mais dès juin 1999, il préfère se consacrer à Naples. En 2000, il abandonne la mairie pour la présidence de la région Campanie où il est élu avec 54,3 % — alors que c'est son adjoint Riccardo Marone (it) qui devient le maire de Naples jusqu'aux élections de 2001 gagnées par Rosa Iervolino Russo (de la même alliance, L'Olivier).
Il a obtenu le prix Gold Star par l'Association des journalistes européens pour l'engagement politique et institutionnel en matière de tourisme et de culture dans la ville de Naples.
Il est l'auteur d'essais, comme Mezzogiorno alla prova (1980) et La Repubblica delle città (1996).
Réélu président de la région Campanie avec 61,6 % des voix (3 et 4 avril 2005) après avoir notamment défendu le métro régional et la nouvelle gare d'Afragola, réservée à la grande vitesse, son mandat est toutefois marqué par l'accentuation de la crise des déchets à Naples, problème récurrent dans la ville de 1994 à 2012.